# Victory Through Air Power

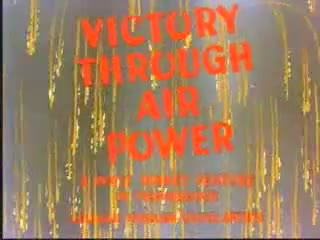
Títulos de crédito

Victory Through Air Power (literalmente, en inglés, La victoria mediante la potencia aérea) es una película de 1943 producida por Walt Disney y protagonizada por Alexander de Seversky.

## Argumento
En 1942, no había película alguna que se librara de estar en la categoría de propaganda de guerra. Y de esto, no se salvaban ni las caricaturas. Disney, obviamente no es la excepción, y pese a sus esfuerzos por encerrar en el olvido a trabajos como este, lo cierto es que el tono de esta película es más que interesante si consideramos que: Es posiblemente la primera mezcla de documental y animación en la historia (Algo que están reviviendo películas como Chicago 10) Así mismo, la animación está bastante bien trabajada, y es interesante conocer un lado más adulto y serio de Walt Disney, aunque se trate de una película propagandística.

## Consecuencias reales
Una escena muestra a una bomba de cohete de ficción destruyendo una base fortificada de submarinos alemana. De acuerdo a la anécdota, esta escena inspiró directamente a los británicos a desarrollar una bomba cohete real para atacar blancos que estaban fuertemente protegidos con grandes espesores de hormigón. Debido a su origen, el arma fue conocida como bomba Disney, y se usó limitadamente en los últimos meses de la guerra en Europa.